# I. Szeleukosz szeleukida uralkodó
I. Szeleukosz Nikatór (görögül: Σέλευκος Νικάτωρ, "győzedelmes" Kr. e. 358 – Kr. e. 281 szeptembere) egyike volt azon diadokhoszoknak, akik Nagy Sándor halála után megpróbálták magukhoz ragadni a hatalmas birodalom teljes irányítását. A széthulló egységes állam keleti szeletét kaparintotta meg hosszú évek háborúi során Szeleukosz, aki győzelmes csatáival megalapította a Szeleukida Birodalmat. Az államalapító rettenthetetlen uralkodóként és hadvezérként vonult be népe emlékezetébe, akik évek múltán a Nikatór, azaz Győzedelmes utónévvel tisztelték meg.

## Szeleukosz gyermekkora
Körülbelül Kr. e. 356-ban látta meg a napvilágot Makedóniában. Atyját Antiokhosznak nevezték, aki II. Philipposz királynak volt a hadvezére, majd III. Alexandrosz seregeinek is igen nagy befolyású vezetője. Az egész királyságban és Görögországban is ismert nemes család sarja Europosz városában született meg, más krónikák szerint azonban Pellában látta meg először a napvilágot. Szeleukosz a királyi udvarban nevelkedett, de amikor Philipposz meghalt, és trónját Sándor örökölte, szülei úgy döntöttek, hogy az ifjú Szeleukoszt az uralkodó mellé küldik, hogy ott tanulja meg a hadászat minden mozzanatát.
Szeleukosz a legjobb helyre került, hiszen Sándor hamarosan meghódította az ókorban ismert világ nagy részét. Az ifjú nagyon sokat tanult és tapasztalt, majd egyre több kitüntetést kapott küzdelmeiért. A harmincéves Szeleukosz igazán a Kr. e. 326-ban megkezdett indiai hadjáratban mutathatta meg erejét. Ekkorra Sándor udvara, hadvezérei és a hadsereg is tisztelte és ünnepelte az ifjú tehetségét.
A fényes gyermekkor ezzel tovaszállt, és egyre több gond jelent meg Szeleukosz életében. Kr. e. 324-ben feleségül vette Apamát, a perzsa Szogda hercegnőjét a monumentális szúzai menyegző keretében, ahol Nagy Sándor vagy tízezer tisztjét és katonáját perzsa, méd, baktriai vagy szogd nőkkel házasította össze, hogy ezáltal egységesítse birodalmát. Sándor halála után azonban minden ilyen házasság felbomlott, mert a makedón, görög és trák katonáknak megalázó volt, hogy egy legyőzött nép lányait kellett elvenniük, ráadásul azok szokása szerint. Szeleukosz ellenben nem cselekedett így, mert megszerette Apamát és hűséges maradt hozzá.
Az Apamával kötött házassága egyúttal azt is jelentette, hogy megszilárdíthatta hatalmát a birodalom távoli, keleti részein. Sándor ennek a területnek a satrapájává nevezte ki őt, azonban hamarosan minden felborult, ugyanis Kr. e. 323-ban Nagy Sándor (Alexandrosz) váratlanul meghalt.

## A diadokhoszok háborúi
Sándor a hatalmas birodalom egybentartását modern közigazgatásának köszönhette. A perzsa mintára megszervezett szatrapia-rendszer azonban halála után a visszájára fordult. Alexandrosz birodalmának különböző részeit egy-egy hadvezére irányította. Ezek mindannyian részt vettek Sándor hadjárataiban, és az általuk uralt területek meghódításában oroszlánrészt vállaltak. Azonban Sándor abba nem gondolt bele, hogy halála után ezeknek a nagyhatalmú szatrapáknak meghatározó szava lesz abban, hogy ki foglalja el a makedón trónt. Sőt mi több, lassan ezek a hatalmasságok arra is rájöttek, hogy saját hatalmukra és országaikra támaszkodva ők is megszerezhetik az egész birodalom feletti hatalmat.
Kr. e. 323-ban ennek a jelei még csak csíráiban mutatkoztak meg. Nagy Sándor hatalmat szimbolizáló pecsétgyűrűjét Perdikkasz birtokolta, így ő foglalhatta el a trónt, és Eumenész segítségével megpróbálta összefogni az óriási terület hadvezéreit. Perdikkasz Szeleukoszt kinevezte a királyi elit lovasalakulatok élére, és továbbra is a birodalom keleti részének meghatározó szereplője maradhatott.

### Első diadokhosz háború (Kr. e. 321–320)
Kr. e. 321-re a különböző régiókban egyre jobban megerősödtek a korábbi szatrapák, egyre gyakrabban nevezték őket diadokhoszoknak, azaz utódoknak. Ez is utalt arra, hogy a központi hatalom mind nagyobb terhet jelentett a leghatalmasabb hadvezéreknek, akik ekkor öten voltak: Antigonosz Monophtalmosz, a később Makedóniában és Trákiában uralkodó Antigonidák felmenője, I. Ptolemaiosz Szótér, Egyiptom utolsó fáraódinasztiájának alapítója, Szeleukosz, az indiai és perzsa területek ura, Antipatrosz, aki Babilónia legfőbb szatrapája volt és Lüszimakhosz, aki Kis-Ázsia, valamint Trákia egyes részeinek uralkodója volt.
Perdikkasz már korábban háborúban akarta érvényesíteni hatalmát a hadvezérek ellen, azonban az igazi háború akkor indult meg, amikor a Szeleukosz vezette összeesküvők 321-ben meggyilkolták a birodalom uralkodóját, Nagy Sándor örökösét. Kitört az első diadokhosz háború, amelynek tétje az egész birodalom fölötti hatalom volt. A vezérek nem bírtak egymással, és végül a triparadeiszoszi békében megegyeztek abban, hogy Antipatrosz foglalhatja el a kormányzói tisztet, az uralkodói seregek vezére pedig Antigonosz lesz.

### Második diadokhosz háború (Kr. e. 319–317)
A diadokhoszok békéje azonban nem tartott sokáig. Szövetségek és ármányok szövődtek a háttérben egymás ellen. Antipatroszt ugyan elismerték, de előre látható volt, hogy halála után ismét ki fog törni a háború. A hadurak azonban addig sem tudtak várni. Antigonosz és Eumenész között háború pattant ki Kis-Ázsia keleti részeinek birtoklásáért. A birodalom egysége a végét járta, és mindez még nagyobb megerősítést nyert, amikor Antipatrosz meghalt, és végakaratában nem gyermekére, hanem a csak Makedóniában állomásozó hadak által elismert Polüperkhónra ruházta a kormányzói hatalmat. A diadokhoszok egy emberként lázadtak fel a néhai uralkodó döntése ellen. Szeleukosz a háborúban Antigonosz oldalára állt, és a központi irányítást erőltető Eumenész seregei ellen lépett háborúba. A harcok elérték Médiát is, amelynek vezetője, Peithón megpróbálta útját állni Eumenész katonáinak, de a folyók mesterséges megárasztása és a méd sereg nem volt elég a hadvezér megállítására. Ezért Peithón Szeleukoszhoz menekült, és a vele kötött egyezség értelmében a méd satrapa lemondott birtokairól Szeleukosz javára cserében azért, hogy az kiűzte Eumenész seregeit országából. A keleti végek vezére így elfoglalta egész Médiát és Babilónia is a kezére került. Szeleukosz elfoglalta a Tigris folyó stratégiai átkelőhelyeit is, és értesítette Antigonoszt a biztonságos átjárókról, hogy az egyesített seregek legyűrjék Eumenész hadait. A harcok elültével Antigonosz lett a birodalom legfőbb kormányzója, aki az anyaország és a birodalom központi területei fölött uralkodott. A béke ezúttal sem volt tartós.

### Harmadik diadokhosz háború (Kr. e. 315–311)
Antigonosz sajátjának érezte a központi hatalom legyőzését, és mint Nagy Sándor birodalmának örököse úgy érezte, serege élén fel tudja támasztani a hajdani dicső birodalmat. A Szeleukosz által birtokolt Babilónia határán állomásozó seregei ezért már Kr. e. 316-ban megindultak a nem is olyan régen még szövetségesként tisztelt perzsiai satrapa ellen. Szeleukosz belátta, hogy nincs sok esélye a pihent hadakkal támadó Antigonosz ellen, hiszen a keleti tartományokban vészesen lecsökkent támogatottsága, és az új állam adminisztrációját sem fogadták el több helyen. A lázadástól tartó hadvezér tehát jobbnak látta elmenekülni. Egyiptomba utazott, ahol Ptolemaiosszal szövetséget kötött Antigonosz ellen. Az egyiptomi szövetséghez csatlakozott Lüszimakhosz és Kasszandrosz is. Szeleukosz a háborúban az egyiptomi flotta egy részét vezette, majd a hadsereg élére állhatott. Kr. e. 312-ben a szövetséges hadak Gázánál döntő vereséget mértek a Démetriosz Poliorkétész, Antigonosz gyermeke által vezetett seregre. Ezek után Szeleukosz önálló sereget akart, amelyet Ptolemaiosz hálából biztosított is számára. 800 gyalogossal és 200 lovassal Szeleukosz még ugyanabban az évben elfoglalta Szíriát és vakmerő hadműveletek során egész Babilóniát uralma alá hajtotta. 
Kitörő ünnepléssel és örömmel fogadták a régi uralkodót, aki nem tétlenkedett, és az Antigonosz által elvett korábbi tartományait is vissza akarta szerezni. Kr. e. 312 végén megtámadta Antigonosz egyik szatrapájának, Nikanorésznak a területeit, amelynek eredményeként Szeleukosz elfoglalta Elámot és Médiát is. A történelem ettől az évtől számítja a Szeleukida Birodalom megalakulását, és I. Szeleukosz uralkodását is. Ebben nagy szerepet játszott az is, hogy az egykor egységet alkotó makedón birodalom addigra részeire bomlott, és a különböző hadvezérek felvették a királyi címet, amellyel mindannyian a makedón uralkodói házra akartak utalni, és ezáltal uralmukat legitimmé tenni.

### Negyedik diadokhosz háború (Kr. e. 305–301)
Szeleukosz Média elfoglalása után nem állt meg, bevonult Perzsiába és később Indiát is meg akarta hódítani. A nagyszabású tervek megvalósításához egy időre erőt gyűjtött. A Kr. e. 312-ben nyíltan megalapított birodalmának ekkor választott fővárost. Kr. e. 305-ben a Tigris partján fekvő Szeleukeiát tette meg egyre bővülő birodalmának központjává. Ekkoriban egyébként igen sok hellenisztikus várost alapítottak a birodalomban. A krónikák a következő évek hadi vállalkozásait homályba burkolják, amiből arra lehet következtetni, hogy Szeleukosz indiai hadjárata valószínűleg kudarcba fulladt. A Csandraguptával vívott háborúk egyre komolyabbá váltak, ugyanis Szeleukosz Perzsia egyes részeit kénytelen volt átadni a Maurja uralkodónak. Amikor a birodalom nyugati feléből érkezett követek megkérték Szeleukoszt, hogy avatkozzon bele a Kis-Ázsiában fellángolt háborúba, Szeleukosz békét kötött Csandraguptával. A Kr. e. 302-ben megkötött szerződés szerint Szeleukosz lemondott a mai Pakisztánról és Afganisztán déli részéről, de cserébe az indiai uralkodó ötszáz harci elefántot adott át neki.
A békekötés idejében nyugaton javában dúlt a negyedik diadokhosz háború. Antigonosz nem tett le a birodalom egységesítéséről, és ezért megtámadta Lüszimakhoszt, akitől Kis-Ázsiát és Trákiát is el akarta venni. Ptolemaiosz és Szeleukosz is szövetségre lépett a trák királlyal, és Kr. e. 301-ben a phrügiai Ipszosznál sor került a döntő összecsapásra. A keletről érkezett újszerű harci elefántok gyakorlatilag megsemmisítették Antigonosz és Démetriosz seregeit. A csatában Antigonosz nemcsak trónját, de életét is elveszítette. Halálával végképp elenyésztek az alexandroszi birodalom feltámasztására tett kísérletek. A csatát nagyrészt Szeleukosz nyerte meg, ezért a békében ő diktálta a feltételeket. A hajdani hadvezérek azon vették észre magukat, hogy Szeleukosz a kis európai részt és Egyiptomot leszámítva a hajdani birodalom jelentős részét uralma alatt tartja. Szeleukosz uralma az ipszoszi csata után nyugaton egészen Phrügiáig terjedt. Ez később újabb konfliktushoz vezetett, azonban a béke után egy időre elült a régi hadvezérek versenye. Az új birodalmakat igyekeztek megszilárdítani, és ezzel Szeleukosz sem volt másként.

## Szeleukosz, az államalapító

### Közigazgatási rendezés

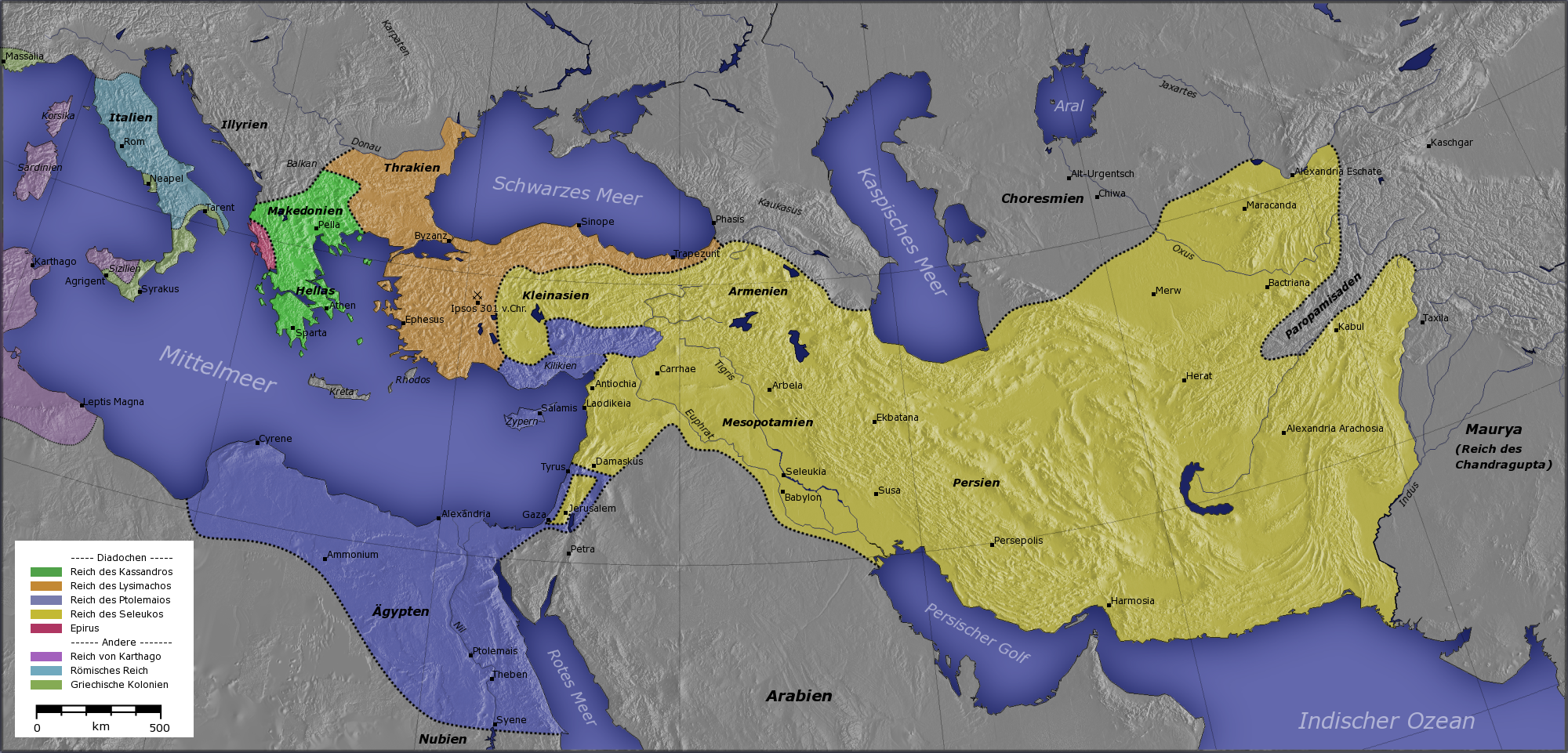
A hellenisztikus birodalmak az ipszoszi csata után
Szeleukosz királysága
Más diadokhoszok:
Ptolemaiosz királysága
Lüszimakhosz királysága
Kasszandrosz királysága
Egyéb államok
Épeirosz
Karthágó
Római Köztársaság
görög gyarmatok

Szeleukosz birodalmának Nagy Sándor halála óta igen kevés békés éve volt, így amikor Kr. e. 301-ben nagyjából kialakult a diadokhosz-államok status quója, közel 15 évnyi háborúmentes korszak köszöntött Eurázsia új hellenisztikus államaira. A folyamatos változások főként Szeleukosz birodalmában érintették érzékenyen a népet. Nem volt állandó uralkodójuk, ezért a törvények, a közigazgatás, a szokások és sok más formátlan és rendszertelen képet öltöttek. Szeleukosz igyekezett megalkotni birodalma hosszútávú szabályait. Főként a közigazgatás átszervezésében játszott fontos szerepet. Mivel a hatalmas kiterjedésű birodalom keleti határai a Csandraguptával kötött béke óta biztonságban voltak, ezért Szeleukosz a nyugtalanabb nyugati végekre akart koncentrálni. Ráadásul Szírián keresztül itt csatlakozhatott az egyik legfontosabb kereskedelmi útvonalakhoz, a Földközi-tenger kereskedelméhez. Ezért 301-ben Szeleukosz úgy döntött, hogy Szeleukeia helyett nyugatabbra helyezi birodalmának fővárosát. Az Orontész folyó partján ekkor alapította meg Antiokheiát, a későbbi korok egyik legfontosabb központját. 
Arra is rá kellett döbbennie, hogy birodalma akkora méreteket ölt, hogy nem egységes a keleti és a nyugati részek kultúrája. Míg nyugaton főként a hellenizált görögök laktak, keleten a babiloni vagy perzsa tradíciók szerint élők voltak többségben. Ezért úgy döntött, hogy a Szeleukida Birodalmat két részre bontja. Szeleukeia központtal létrehozta a keleti alkirályságot, amelynek élére elsőszülött gyermekét, Antiokhoszt állította, míg ő maga a fontosabb nyugati részekért felelt.

### Házasságok és érdekek
A megerősödő hellenisztikus államok az ipszoszi csata után korántsem zárták le vitáikat egymással, de a növekvő feszültséget igyekeztek a politikában levezetni. Akkoriban az érdekek, szövetségek és halálos ellenségek szinte egyik napról a másikra változtak. A házasság már akkoriban is két állam szövetségének legfontosabb pecsétje volt. Elsőként Ptolemaiosz és Lüszimakhosz léptek szövetségre. Szeleukosz nem akart elszigetelődni, ezért ő is szövetséges után nézett. Hamarosan a 301-ben legyőzött Démetriosz felé fordult, aki Makedónia királya volt. Miután Démetriosz elutasította a Szeleukida uralkodó leányának, Apamának kezét, maga Szeleukosz vette feleségül a makedón uralkodó egyik leányát, Sztratonikhét (felesége Apama ekkor már talán nem élt, bár akkoriban az uralkodóknak több is feleségük is lehetett, így Sztratonikhé Apama mellett lehetett Szeleukosz hitvese). Kr. e. 294-re változtak az idők, ezért Szeleukosz a trák és az egyiptomi uralkodóval kötött szövetséget, éppen apósa ellen. A szövetség kiválóan jövedelmezett, hiszen Szeleukosz kardcsapás nélkül elfoglalhatta Kilikiát. Ezt a két szövetséges akkor garantálta neki, ha hűsége bizonyságául Szeleukosz elválik Sztratonikhétől. Az uralkodó habozás nélkül elvált a makedón hercegnőtől, akit fiához, Antiokhoszhoz adott nőül. Démetriosz ezt nem tűrhette, ezért Kr. e. 288-ban Ázsiába vonult serege élén, azonban Szeleukosz megadásra és békére kényszerítette. Ez a győzelem ébresztette fel Szeleukoszban ismét a harci kedvet.

### A trák ürügy
A hosszú békeidő napjai érezhetően meg voltak számlálva a hellenisztikus világban, hiszen Szeleukosz a makedón sereg legyőzése után eltökélte, hogy elfoglalja szülőföldjét, és az egykori birodalom anyaországát. A korábban megkötött szövetségeket nem akarta megtörni, ugyanis ebben az esetben Ptolemaiosz haragját is kivívta volna. Ezért Szeleukosz fenntartotta a béke és a barátság látszatát, de valójában csak ürügyre várt, ami pedig nem váratott sokáig magára. Lüszimakhosz trónbitorlással vádolta meg gyermekét, Agathoklészt. A vádat Agathoklész mostohaanyja, Arszinoé sugallta a király fülébe, és azt is sikerült kiharcolnia, hogy az uralkodó halálra ítélje elsőszülött fiát. A trák trón örökösének özvegye Szeleukosz udvarába menekült, és az uralkodó az igazságszolgáltató szerepében díszelegve Kr. e. 281-ben hadjáratot indított Trákia ellen.
A Szeleukida sereg nem ütközött különösebb ellenállásba, ugyanis sokan támogatták az özvegyet, és a nép Szeleukosz oldalán megdöntötte Lüszimakhosz uralmát. A döntő csatát Corupediumnál vívták meg Kr. e. 281-ben. A csatában meghalt a gyermekgyilkos uralkodó. Azonban a győzelem után Szeleukosznak esze ágában sem volt átadni a jogos örökösöknek Lüszimakhosz trónját, sőt, Kis-Ázsiából Trákia és Makedónia felé nyomult tovább seregével.

## Utódlás és halál
Szeleukosz féktelen hatalomvágya ekkor ütközött ki, és a korábbi támogatottság most az ellenkező irányba csapott át. Mindennek ellenére a sereg folytatta útját Európa felé. Szeleukosz alig kelt át a Hellészpontoszon, Trákiában egy éjjel orvul meggyilkolták. A tőrrel leszúrt holttestet hajóra tették, és az általa alapított Antiokheia kikötővárosában, Szeleukeiában helyezték örök nyugalomra. 
A birodalomalapító uralkodó nagy tiszteletnek örvendett egész birodalmában. Kivételes hadi képességeit az egész ókori világ nagyra becsülte, és sokan így tartották rendjén, hogy a nagy hadvezér a csatamezőn essen el. A Szeleukosz által hátrahagyott birodalom azonban ezer sebből vérzett. Nagyjából akkora volt, mint Nagy Sándor birodalma, amely hatalmas méretei miatt esett darabjaira. Ráadásul a diadokhosz-államok újra egymás elleni csatára készültek, ezért az antiochiai trón várományosának sok gondot kellett megoldania. Szeleukosz elsőszülött fiának adta trónját. Első feleségétől, a perzsa származású Apamától négy gyermeke született. Két leány: Apama és Laodikhé valamint két fia: Antiokhosz, a trónörökös és Akheosz. Második feleségétől, Sztratonikhétől egyetlen lánya született, Phial. A birodalom sorsa tehát Antiokhoszon múlt.